# نعيم بن الوضاح الأزدي
نعيم بن الوضاح الأزدي كان قائدًا عسكريًا وحاكمًا لليمن في القرن التاسع في عهد الخلافة العباسية.
يُذكر نعيم كواحد من قادة طاهر بن الحسين أثناء حصار بغداد (812-813)، عندما أرسله طاهر لحماية ضاحية جنوبية من المدينة. وبعد ذلك عُيت واليًا على اليمن مع المظفر بن يحيى الكندي في عام 821، وخلال فترة حكمهما المشترك تقاسما الإدارة المشتركة للبلاد، حيث كان نعيم يمارس السلطة في صنعاء والمظفر في الجند. وظلوا مسيطرين على اليمن حتى توفي المظفر، وبعد ذلك اُستُبدل نعيم بمحمد بن عبد الله بن محرز.

### الأعمال المذكورة
- Bikhazi، Ramzi J. (1970). "Coins of al-Yaman 132-569 A.H." Al-Abhath. ج. 23: 3–127. مؤرشف من الأصل في 2023-04-08. اطلع عليه بتاريخ 2016-06-04.
- Al-Mad'aj، Abd al-Muhsin Mad'aj M. (1988). The Yemen in Early Islam (9-233/630-847): A Political History. London: Ithaca Press. ISBN:0863721028. مؤرشف من الأصل في 2022-12-30.
- Al-Tabari، Abu Ja'far Muhammad ibn Jarir (1992). Yar-Shater، Ehsan (المحرر). The History of al-Ṭabarī, Volume XXXI: The War between Brothers. Trans. Michael Fishbein. Albany, NY: State University of New York Press. ISBN:0-7914-1085-4. مؤرشف من الأصل في 2024-12-16.
- Van Arendonk، Cornelius (1919). De Opkomst Van Het Zaidietische Imamaat in Yemen. Leiden: E.J. Brill. ISBN:0863721028.

| المناصب السياسية      | المناصب السياسية                                           | المناصب السياسية              |
| --------------------- | ---------------------------------------------------------- | ----------------------------- |
| سبقه إبراهيم الإفريقي | الوالي العباسي على اليمن 821–823 مع: المظفر بن يحيى الكندي | تبعه محمد بن عبد الله بن محرز |